# بيتر إيجيرت
بيتر إيجيرت (بالألمانية: Peter Eggert)‏ هو مدرب كرة قدم ولاعب كرة قدم ألماني في مركز الدفاع، ولد في 8 يونيو 1943 في برلين في ألمانيا، وتوفي في 24 مايو 2018. لعب مع تنس بوروسيا برلين.

## وصلات خارجية
- بيتر إيجيرت على موقع قاعدة بيانات كرة القدم.إي يو (الإنجليزية)
- بيتر إيجيرت على موقع بيانات كرة القدم. دي إي (الألمانية)